# No Less Than Victory
No Less Than Victory é a terceira novela de uma trilogia de Jeff Shaara baseada em certos teatros da Segunda Guerra Mundial. Foi publicada em 3 de novembro de 2009.
Começando em meados de Dezembro de 1944, a novela abrange a Batalha das Ardenas e a queda do Terceiro Reich, incluindo a morte de Adolf Hitler. Abrange também as descobertas aliadas dos campos de concentração em Ohrdruf, Buchenwald e Dachau. Os personagens principais são George S. Patton, Dwight D. Eisenhower e dois jovens soldados chamados Eddie Benson e Kenny Mitchell. Partes da narrativa também são contadas a partir de pontos de vista do lado nazista da guerra, principalmente por Albert Speer e Gerd von Rundstedt.

## Ligações Externas
- «Sítio oficial»